# Museum für Kunst und Gewerbe Hamburg
Museum für Kunst und Gewerbe Hamburg je uměleckoprůmyslové muzeum v Hamburku. Vzniklo v roce 1876 jako čtvrté uměleckoprůmyslové muzeum v německojazyčné oblasti (po Lipsku, Vídni a Berlíně).
Sbírka muzea čítá přibližně 500 000 objektů, rozdělených do čtrnácti oddělení:
- antika
- od středověku po renezanci
- design
- fotografie a nová média
- moderna
- plakáty
- grafika
- secese
- keramika
- móda
- východní Asie
- islámské umění
- hudební nástroje

Budova muzea byla postavena v letech 1873–1875 Carlem Johannem Christianem Zimmermannem.